# Чарльз Бартон (режисер)
Чарльз Томас Бартон (англ. Charles Thomas Barton; 25 травня 1902, Окленд, Каліфорнія, США — 5 грудня 1981, Бербанк, Каліфорнія, США) — американський кінорежисер і режисер Водевіля. Він виграв премію «Оскар», як найкращий помічник режисера у 1933 році. 

## Біографія
Чарльз Т. Бартон народився в Окленді, штат Каліфорнія, 25 травня 1902 року. Його батько керував магазином з солодощами і незабаром перевіз сім'ю в Лос-Анджелес, де Чарльз отримав роботу помічником у німих фільмах у 15-річному віці . 
Чарльз Бартон працював, здебільшого, створюючи голлівудськ і фільми категорії Б. З 1946 року він був головним режисером кінокомедій «Еббота і Костелло», таких як «Час їх життя», «Солдати повертаються додому», «Еббот і Костелло зустрічають Франкенштейна» та «Африканські крики». Пізніше він знімав фільми Волта Діснея, такі як «Тобі Тайлер» і «Кудлатий пес». З 1950 по 1954 роки Бартон керував зйомками кожного епізоду шоу «Амос і Енді»  для каналу CBS.
Чарльз Бартон був одружений п'ять разів, востаннє на актрисі Джулі Гібсон в 1973 року, з якою він прожив до своєї смерті від серцевого нападу в 1981 році.

## Вибрана фільмографія
- 1934: Колесо фургона / Wagon Wheels